# Месрлу
Месрлу (перс. مصرلو) — село в Ірані, у дегестані Гендудур, у бахші Сарбанд, шагрестані Шазанд остану Марказі. За даними перепису 2006 року, його населення становило 82 особи, що проживали у складі 16 сімей.

## Клімат
Середня річна температура становить 11,21 °C, середня максимальна – 29,83 °C, а середня мінімальна – -11,21 °C. Середня річна кількість опадів – 287 мм.
| Клімат поселення                              | Клімат поселення | Клімат поселення | Клімат поселення | Клімат поселення | Клімат поселення | Клімат поселення | Клімат поселення | Клімат поселення | Клімат поселення | Клімат поселення | Клімат поселення | Клімат поселення | Клімат поселення |
| Показник                                      | Січ.             | Лют.             | Бер.             | Квіт.            | Трав.            | Черв.            | Лип.             | Серп.            | Вер.             | Жовт.            | Лист.            | Груд.            |                  |
| Середній максимум, °C                         | 6,31             | 8,04             | 12,58            | 18,72            | 23,73            | 29,18            | 29,83            | 29,30            | 24,99            | 19,42            | 12,30            | 6,80             |                  |
| Середня температура, °C                       | −2,44            | −0,73            | 3,81             | 9,96             | 14,97            | 20,42            | 24,13            | 23,61            | 19,28            | 13,74            | 6,61             | 1,12             |                  |
| Середній мінімум, °C                          | −11,21           | −9,5             | −4,95            | 1,19             | 6,21             | 11,67            | 18,44            | 17,92            | 13,60            | 8,04             | 0,92             | −4,57            |                  |
| Норма опадів, мм                              | 45               | 42               | 53               | 38               | 30               | 5                | 1                | 1                | 0                | 5                | 26               | 41               |                  |
| Середньомісячна швидкість вітру, м/с          | 1.36             | 2.53             | 2.77             | 2.87             | 2.42             | 2.38             | 2.28             | 2.12             | 2.10             | 1.82             | 1.82             | 1.69             |                  |
| Середньомісячна сонячна радіація, кДж/м²·день | 9565             | 12623            | 15339            | 18517            | 22587            | 27060            | 25944            | 24358            | 21563            | 16206            | 11347            | 9204             |                  |
| --------------------------------------------- | ---------------- | ---------------- | ---------------- | ---------------- | ---------------- | ---------------- | ---------------- | ---------------- | ---------------- | ---------------- | ---------------- | ---------------- | ---------------- |
| Джерело:                                      |                  |                  |                  |                  |                  |                  |                  |                  |                  |                  |                  |                  |                  |